# 毛允良
毛允良（琉球語：／  ?；1808年—1880年11月13日），和名龜川親方盛武（琉球語：〔〕／  ?），琉球第二尚氏王朝末期的政治家。他在琉球被日本吞併之後，組織士族反抗日本的統治。
毛允良出生在首里儀保村的毛氏龜川殿內家族裡。毛氏龜川殿內是毛氏豐見城殿內的分支，其元祖為毛光國（江田親雲上盛常）。毛允良曾於1871年當選三司官，毛允良在政治立場上反日親清，於次年被迫辭職。此後毛允良成為黑黨（反薩摩派）的重要人物，與翁逢源（伊舍堂親雲上盛英）、向嘉勳（內間親雲上朝直）為首的白黨（親薩摩派）對立。日本在琉球設置琉球藩之後，1875年，毛允良在自己隱居的府邸聚集同黨，策劃反抗日本的統治。向有德（浦添按司朝忠）、向文治（名護按司朝忠）、向龍光（津嘉山親方朝助）、金培義（澤岻親方安本）、翁長親方、小波津親方等人經常前往他的府邸聚會。
1879年，琉球被日本吞併之後，毛允良組織琉球士族反對日本統治，成為親清反日派士族的總首領。日本人將這個反日派組織稱為「龜川黨」。中國國家圖書館中藏有清代鈔本《琉球國向克讓等稟》一書，為光緒五年（1879年）五月「琉球國前任國相向克讓、法司毛允良、馬克丞暨眾官眾士民人等」向清廷「陳實情，奉請救君護國，以免憂苦事」的稟文。由此可見毛允良和原攝政尚允讓（向克讓）、原三司官馬克承（馬克丞）為這一組織重要領袖人物，他們積極參與了琉球復國運動，並要求清廷介入。毛允良的孫子毛有慶（龜川里之子親雲上盛棟）前往清朝，以福州柔遠驛為據點，要求清朝就琉球問題進行交涉。翌年毛有慶回國，並在中城御殿糾集親清派士族，謊稱清朝將要出兵琉球，引起首里一帶的騷動。受此影響，毛允良一家被沖繩縣警察逮捕，並受到拷問。11月3日，毛允良被釋放後，親清派士族們懷疑他已向警察招供，斥責他是賣國賊，不過其在監獄中的真實情況至今仍是個謎。警察便以保護其人身安全為由將其監視居住。由於在監禁期間受到虐待，毛允良在十天之後便死去了。